# Hagenbachklamm
Koordinaten: 48° 18′ 35″ N, 16° 12′ 31″ O

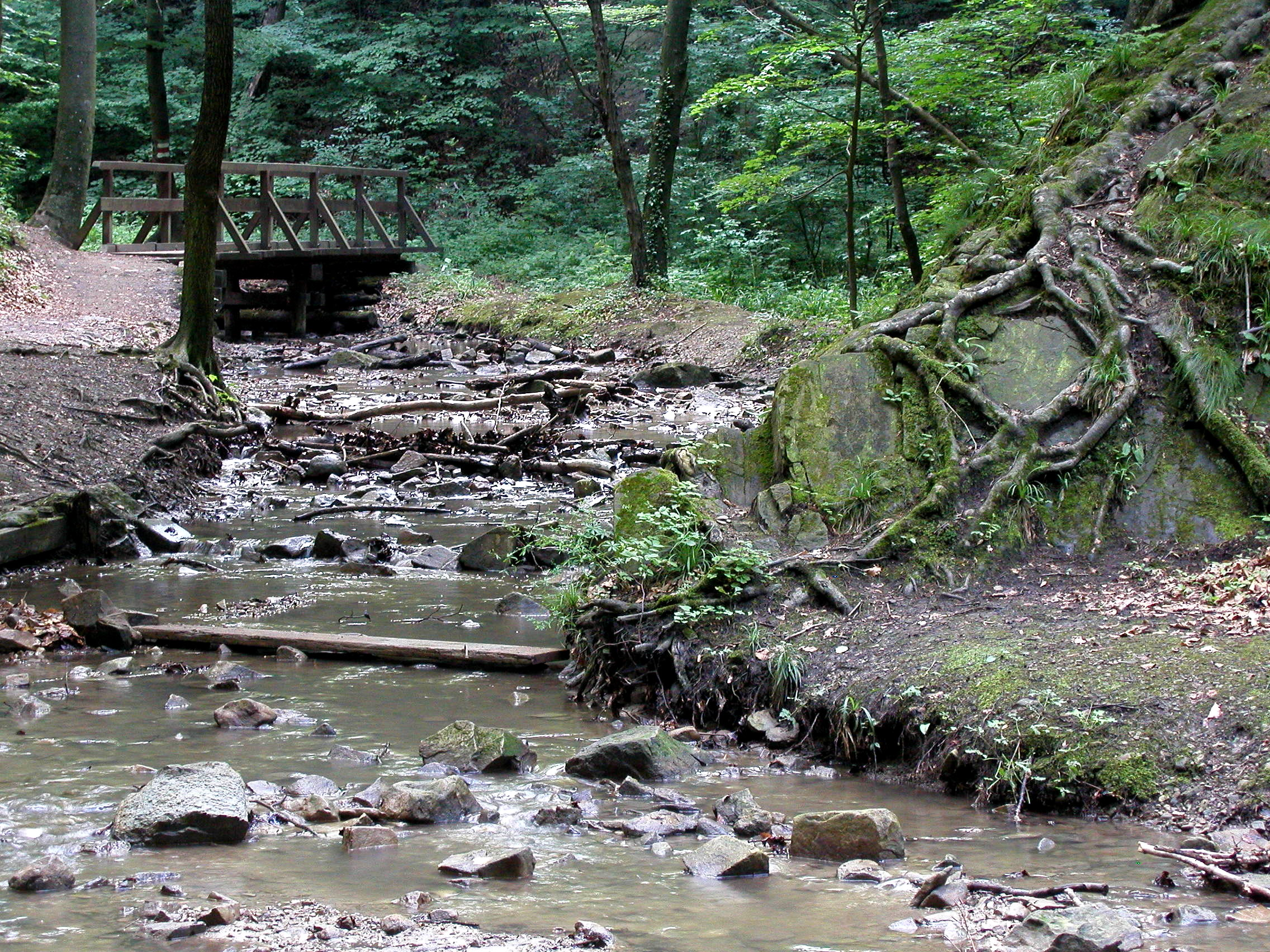
Hagenbachklamm

Die Hagenbachklamm ist eine Klamm im Gemeindegebiet von St. Andrä-Wördern im Bundesland Niederösterreich. Sie wurde vom Hagenbach eingerissen, einem kleinen rechten Nebenfluss der Donau, und ist ca. 1.300 Meter lang. Die Klamm verläuft von Süd nach Nord und liegt im Naturpark Eichenhain.

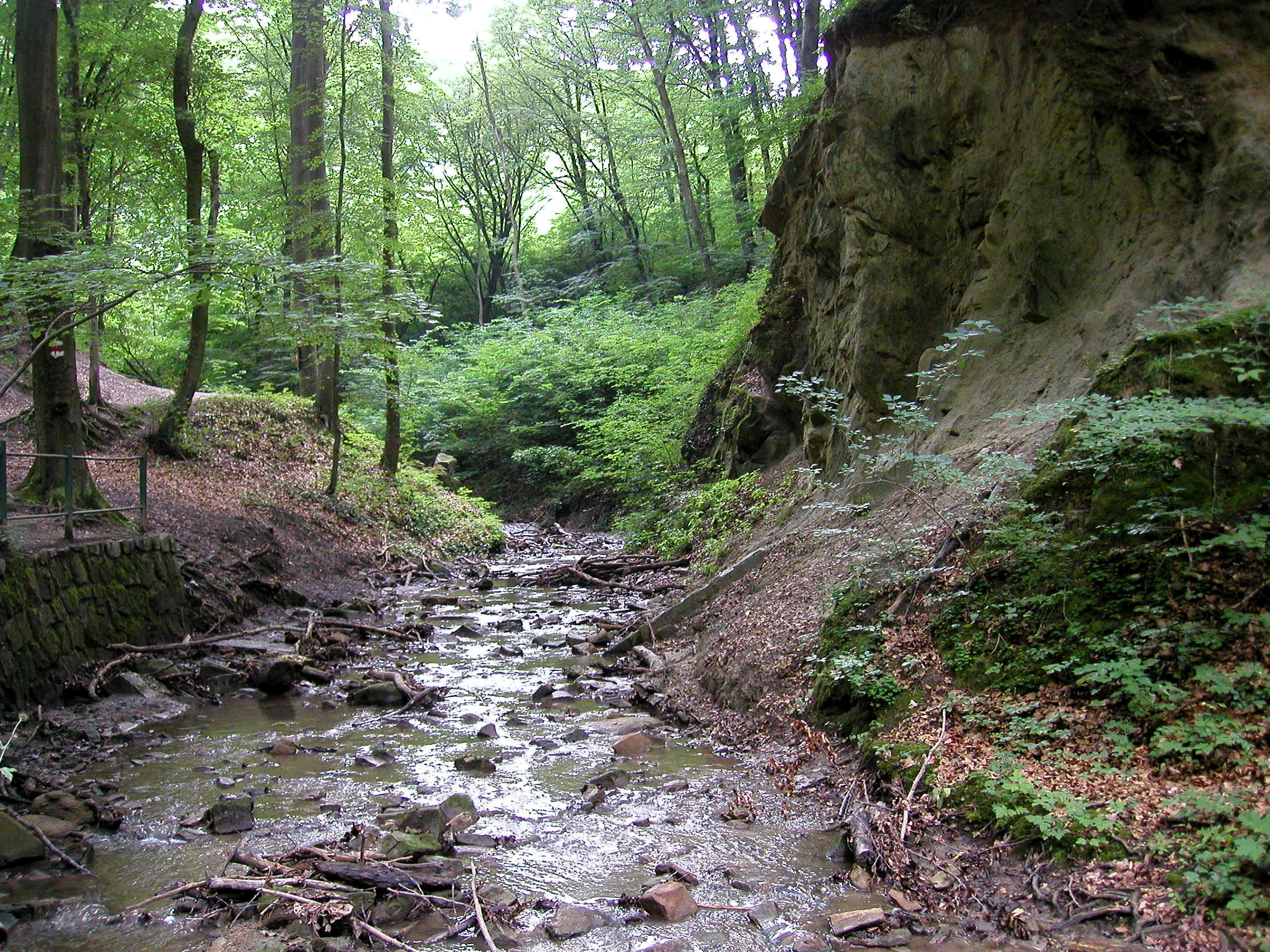
Hagenbachklamm mit Sandsteinklippen

## Geologie
Der Klammuntergrund besteht aus weichem Sandstein, in dem sich auch kleinere Bäche leicht eingraben. Wegen der Weichheit des Gesteins gibt es in der Klamm nur wenige dauerhafte Felsklippen, da neu gebildete sehr schnell wieder in sich zusammenfallen. Deshalb wird der größte Teil der Klamm von steilen, bewachsenen Hängen begrenzt. An einigen Stellen, nämlich wo der Sandstein ein wenig härter ist, kann man jedoch auch Sandsteinklippen beobachten.

## Wanderung
Durch die Klamm führt ein gut ausgebauter Wanderweg. Beim oberen Ende der Klamm gibt es Gaststätten in den Ortsteilen Hintersdorf und Unterkirchbach der Gemeinde Sankt Andrä-Wördern. Der Eingang der Klamm liegt etwa einen Kilometer südlich von Sankt Andrä und ist zu Fuß, mit dem Linienbus oder dem Pkw zu erreichen.
Am oberen Ende der Klamm (Unterkirchbach) gibt es eine Greifvogelzuchtstation mit etwa 300 Greifvögeln (30 Vogelarten). Von April bis November kann man an Samstagen, Sonntagen und Feiertagen 30 verschiedene Vogelarten beobachten und an Führungen teilnehmen.
Durch die Klamm führen der Voralpen-Weitwanderweg sowie der Große Tullnerfelder Rundwanderweg. Geocacher finden entlang der Klamm mehrere Rätsel und Caches.

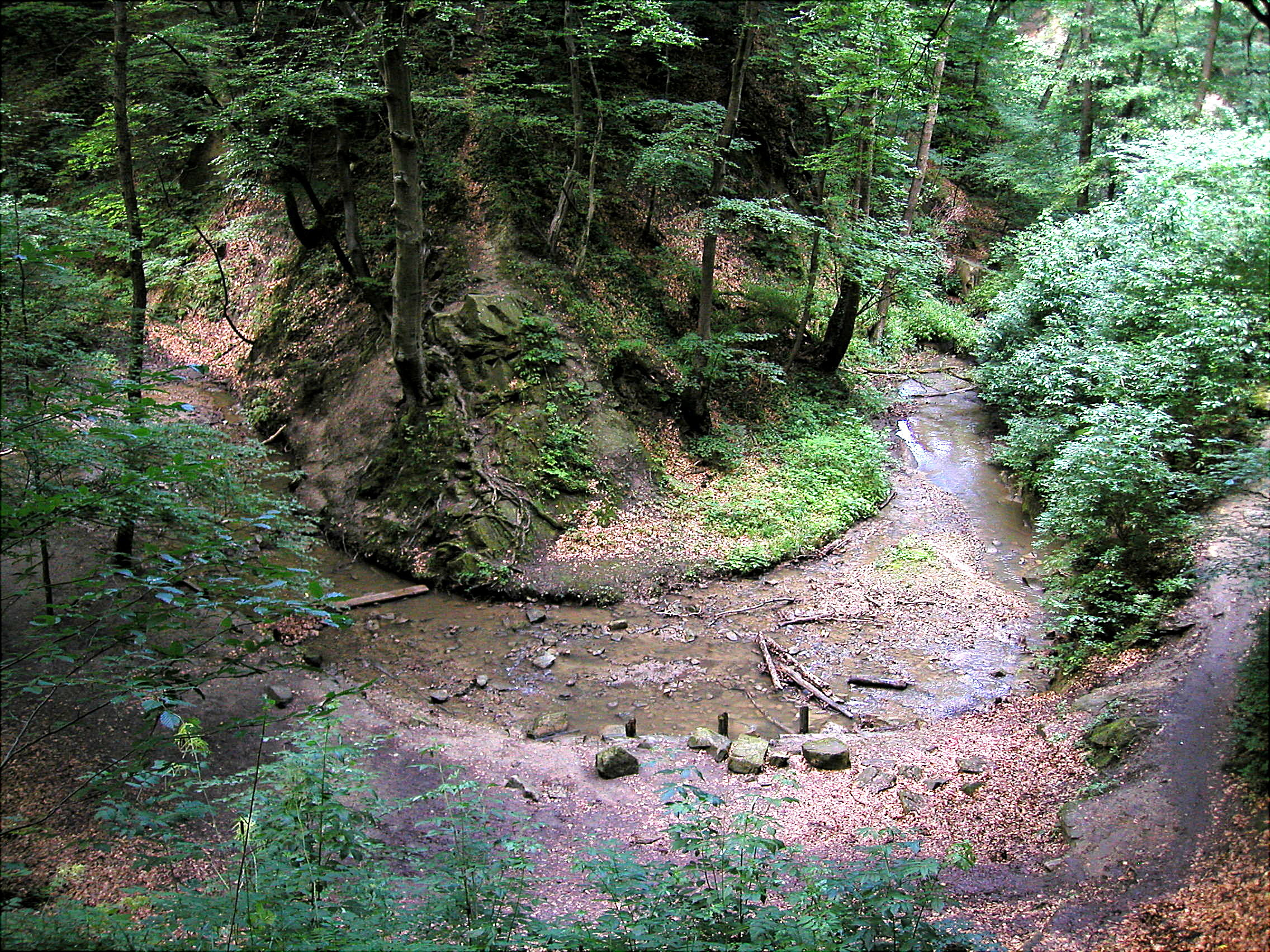
Hagenbachklamm, geschwungener Bachlauf

## Hochwasserschutz
Im Zuge der Verbesserung des Hochwasserschutzes in St. Andrä-Wördern steht der Bau einer 14 Meter hohen Stauanlage in der Klamm zur Diskussion. Am 19. September 2014 gab es eine öffentliche Veranstaltung dazu, am 26. September 2014 eine Gemeinderatssitzung.
Die Hagenbachklamm ist derzeit (Mai 2025) aufgrund von Hochwasserschäden auf unbestimmte Zeit gesperrt.